# Kostanjevica na Krki
Kostanjevica na Krki (izgovarjava [kɔˈstaːnjɛʋitsa na ˈkəɾki] (); tudi Kostanjevica ob Krki, nemško Landstraß) je najmanjše slovensko mesto ter središče občine Kostanjevica na Krki. Osrednji del naselja leži na umetnem otoku na reki Krki ob vznožju Gorjancev na Dolenjskem. Ime naselja naj bi izviralo iz besede »Kostel«, utrjene cerkve s taborom. Od 1. marca 2006 je sedež istoimenske občine, ki je nastala z izločitvijo iz Občine Krško.

## Zgodovina
Naselje je pomembno kulturno in umetniško središče Dolenjske, njegovo središče pa je danes pod spomeniškim varstvom. Kostanjevica se leta 1210 v pisnih virih prvič omenja kot mesto, leta 1249 je pridobila trške pravice. V poznem srednjem veku je bila pomembno kranjsko trgovsko središče. Pomembnost je izgubila po več turških vpadih v 15. in 16. stoletju. Kasneje je postala podeželsko naselje, vendar je ohranila status mesta.
Razvoj naselja se je pričel z ustanovitvijo Cistercijanskega samostana Fons Beatae Mariae, ki ga je dal leta 1234 ustanoviti koroški vojvoda Bernard Spanheim kot nasprotovanje Oglejskemu patriarhatu in Meranskim grofom. Samostan je bil podružnica viktrinškega samostana iz okolice Celovca. V zgodnjem 18. stoletju je bil prezidan v baročnem slogu, leta 1785 pa ga je ukinil avstrijski cesar Jožef II.
Kostanjevica je najstarejše (od leta 1252) in hkrati tudi najmanjše mesto na Dolenjskem. S starim mestnim jedrom na umetnem otoku na reki Krki, v podnožju Gorjancev, se je razvila blizu gradu Landestrost. Zaradi pogostih poplav se je mesteca oprijelo ime »dolenjske Benetke«.
Leta 1955 so naselje preimenovali iz Kostanjevica v Kostanjevica na Krki. Leta 2000 je državni zbor Kostanjevici podelil status mesta.

### Povojna grobišča
V okolici Kostanjevice na Krki sta dve znani množični grobišči s konca druge svetovne vojne v Krakovskem gozdu. Najdišči sestavlja 10 velikih gomil, ki vsebujejo ostanke neznanega števila hrvaških vojnih ujetnikov, civilistov in morda tudi nemških vojakov. Množično grobišče Krakovski gozd 2 leži približno 800 metrov severovzhodno od severnega mostu čez reko Krko v Kostanjevici na Krki in približno 200 metrov od mostu čez potok Sajevec. Najdišče označuje velika gomila s križem ob njej. Grobišče je nastalo sočasno z množičnim grobiščem Krakovski gozd 1 v sosednjih Sajevcah. Obe grobišči sta nastali okoli 15. maja 1945, ko so partizanske sile pri Dobruški vasi zajele približno 4000 hrvaških vojakov in civilistov, ki so bežali proti Avstriji. Zadržali so jih na levem bregu reke Krke in jih v nekaj dneh pobili v gozdu; očividci so izjavili, da so bili med žrtvami otroci, ženske in starejši.

## Kultura

### Galerija Božidar Jakac
Sredi dvajsetih let minulega stoletja se je v Kostanjevici začel intenziven kulturni utrip. Zasluge za to je imel domačin, akademski kipar, slikar, grafik, pesnik in gledališki igralec Jože Gorjup, ki je ustvarjal v prvi polovici minulega stoletja, do prerane smrti leta 1932. Po II. sv. vojni mu je sledil prizadevni ravnatelj osnovne šole Jožeta Gorjupa Lado Smrekar s svojo pobudo, da v šoli prireja likovne razstave, iz česar je kasneje nastala Gorjupova galerija z mednarodno zbirko 20 stoletja. Realizacija razstav se kmalu preseli na kostanjeviški otok, v Lamutov likovni salon, ki je deloval v okviru Dolenjskega kulturnega festivala, prav tako pod vodstvom Lada Smrekarja. Na teh osnovah je bila v 70. letih ustanovljena krovna ustanova Galerija Božidar Jakac. S postopno prenovo cistercijanskega samostana se je ponudila prilika, da se v ta ambient umesti bogat muzej slovenske likovne umetnosti 20. stoletja. Tukaj so sedaj zbirke pomembnih slovenskih umetnikov, ki so povezani z Dolenjsko: Božidar Jakac, Jože Gorjup, France Kralj, Tone Kralj, France Gorše, Zoran Didek, Janez Boljka in Bogdan Borčić.

### Prva forma viva v Sloveniji
Slovenska kiparja Janez Lenassi in Jakob Savinšek sta bila leta 1961 pobudnika organizacije prve forme vive (kiparskega simpozija) v Sloveniji, ki je potekal v Kostanjevici na Krki in Seči pri Portorožu. Kasneje se tema dvema destinacijama priključita še Ravne na Koroškem in Maribor. Značilno je bilo, da se je na vseh štirih deloviščih uporabljal avtohton material (v Kostanjevici krakovski hrastov les, v Seči istrski kamen, na Ravnah železo in v Mariboru beton). Danes s kontinuiteto delujeta le še Formi vivi v Kostanjevici in Seči.

## Naravne znamenitosti v bližini mesta
- Kostanjeviška jama imenovana tudi Studena jama
- Naravni spomenik Krakovski gozd
- Reka Krka, ki obkroža celoten kostanjeviški otok
- Najdebelejša vrba v Sloveniji
- Nedaleč stran pa se razprostirajo še Gorjanci z edinstveno hidrološko in geomorfološko podobo

## Galerija
- Kostanjevica pozimi
- Kostanjevica, most na otok
- Cistercijanski samostan Kostanjevica na Krki